# 188 هـ
188 هـ هي سنة في التقويم الهجري امتدت مقابلةً في التقويم الميلادي بين سنتي 803 و804.

## مواليد
- أبو يزيد البسطامي
- علي بن الجهم

## وفيات
- أبو إسحاق الفزاري
- جرير الضبي
- إبراهيم الموصلي